# Trandeiras
Trandeiras é uma povoação portuguesa do Município de Braga que foi sede da extinta Freguesia de Trandeiras, freguesia que tinha 0,94 km² de área e 700 habitantes (2011), e, por isso, uma densidade populacional de 744,7 hab/km².
A Freguesia de Trandeiras foi extinta em 2013, no âmbito de uma reforma administrativa nacional, tendo sido agregada à Freguesia de Morreira, para formar uma nova freguesia denominada União das Freguesias de Morreira e Trandeiras com a sede em Morreira.

## População
| População da freguesia de Trandeiras (1864 – 2011) | População da freguesia de Trandeiras (1864 – 2011) | População da freguesia de Trandeiras (1864 – 2011) | População da freguesia de Trandeiras (1864 – 2011) | População da freguesia de Trandeiras (1864 – 2011) | População da freguesia de Trandeiras (1864 – 2011) | População da freguesia de Trandeiras (1864 – 2011) | População da freguesia de Trandeiras (1864 – 2011) | População da freguesia de Trandeiras (1864 – 2011) | População da freguesia de Trandeiras (1864 – 2011) | População da freguesia de Trandeiras (1864 – 2011) | População da freguesia de Trandeiras (1864 – 2011) | População da freguesia de Trandeiras (1864 – 2011) | População da freguesia de Trandeiras (1864 – 2011) | População da freguesia de Trandeiras (1864 – 2011) |
| -------------------------------------------------- | -------------------------------------------------- | -------------------------------------------------- | -------------------------------------------------- | -------------------------------------------------- | -------------------------------------------------- | -------------------------------------------------- | -------------------------------------------------- | -------------------------------------------------- | -------------------------------------------------- | -------------------------------------------------- | -------------------------------------------------- | -------------------------------------------------- | -------------------------------------------------- | -------------------------------------------------- |
| 1864                                               | 1878                                               | 1890                                               | 1900                                               | 1911                                               | 1920                                               | 1930                                               | 1940                                               | 1950                                               | 1960                                               | 1970                                               | 1981                                               | 1991                                               | 2001                                               | 2011                                               |
| 173                                                | 197                                                | 188                                                | 195                                                | 178                                                | 171                                                | 224                                                | 226                                                | 274                                                | 348                                                | 503                                                | 590                                                | 733                                                | 703                                                | 700                                                |

## Localização
Trandeiras fica localizada 5 km a Sul de Braga. Confronta com as seguintes localidades a Norte e Este com Esporões, a Sul com Morreira e St.º Estevão e a Oeste com Lamas.